# هينجين سبورت
هينجين سبورت (بالفرنسية: Hienghène Sport)‏ هو فريق كرة قدم من كاليدونيا الجديدة تأسس في سنة 1997 في دولة نيو كاليدونيا التي تتبع أوقيانوسيا، وقد تأهل الفريق إلى كأس العالم للأندية 2019 في قطر بعد فوزه بلقب دوري أبطال أوقيانوسيا موسم 2019.